# 神笔马良
《神笔马良》是中国浙江儿童文学作家洪汛涛创作的一个童话故事。故事描述的是中国古代一个名叫马良的少年获得神笔前后的传奇经历。
神笔马良有两个故事版本。一个是1955年发表在《新观察》杂志上的短篇版本。另一个是随后创作的《神笔马良传奇》，分为三部：《神笔马良正传》、《神笔马良外传》和《神笔马良新传》所有《神笔马良正传》正式出版，约十多万字。
《神笔马良》于1980年获第二次全国少年儿童文艺创作评奖一等奖，继而被译成各国文字在世界各地发行。

## 相关文化
- 1955年发行的根据《神笔马良》改编而成的木偶动画片《神笔》（曾获意大利第八届威尼斯国际儿童电影节8至12岁的儿童文娱片一等奖，是经典的中国动画片）。
- 张光宇为《神笔马良》创作的同名黑白连环画。
- S翼乐团2008年的同名歌曲《神笔马良》。
- 《神笔马良》：2014年中国3D动画电影，迪士尼中国创意技术支持、好莱坞创作团队全新打造、中影电影股份有限公司发行、《功夫熊猫》原班人马配音[3]